# Мышенков, Анатолий Александрович
Анатолий Александрович Мышенков (1 марта 1928, Пехтеево, Вологодская область — 7 февраля 2003, Череповец) — бригадир монтажников СМУ «Металлургпрокатмонтаж-1» (Череповец), Герой Социалистического Труда, Заслуженный строитель РСФСР.

## Биография
Анатолий Александрович Мышенков родился 1 марта 1928 года в деревне Пехтеево, (в настоящее время затоплена Рыбинским водохранилищем) в крестьянской семье.
Свою трудовую деятельность начал в 15 лет токарем на заводе «Красная Звезда». Затем была учеба и служба в армии. Вся дальнейшая трудовая деятельность с 1952 года связана со строительством Череповецкого металлургического завода.
В 1962 году присвоено звание Заслуженный строитель РСФСР (Указ Президиума Верховного Совета РСФСР от 11 августа 1962 г.). В 1963 году награждён медалью «За трудовое отличие» (Указ Президиумма Верховного Совета от 3 ноября 1963 г.).
В 1981 году, будучи бригадиром слесарей-монтажников Первого Череповецкого специализированного монтажного управления треста «Металлургпрокатмонтаж», награждён званием Герой Социалистического Труда (Указ Президиума Верховного Совета СССР от 9 апреля 1981 г.).
С 1988 года — был  на пенсии, ветеран труда.

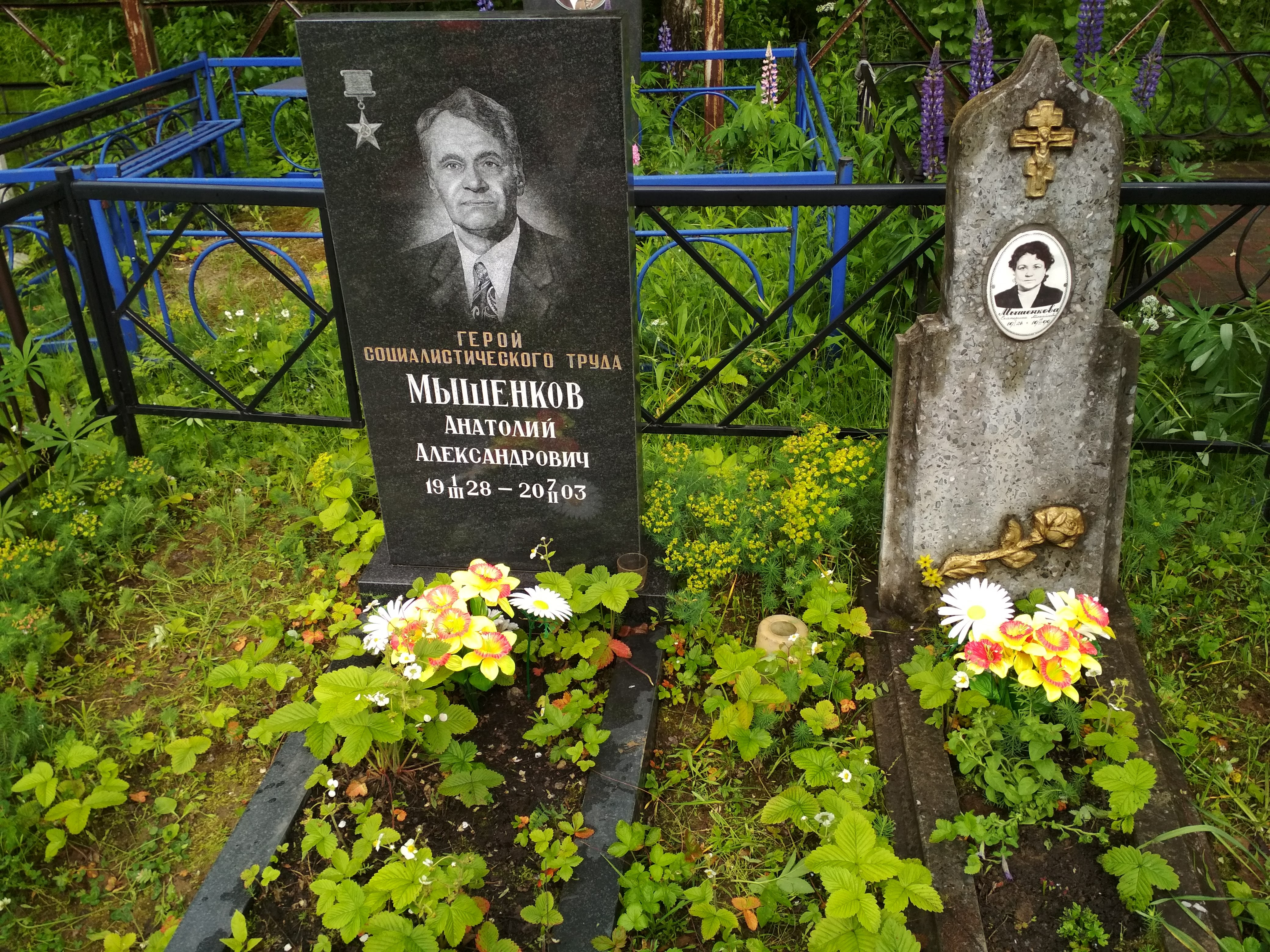
Могила на кладбище в Зашекснинском районе

## Семья
Родители Мышенков Александр Степанович и Мышенкова Клавдия Михайловна. В семье также были старшая сестра Вера, старший брат Николай и младший брат Владимир.
Жена — Мышенкова Екатерина Михайловна, сын Сергей.